# Myotis flavus
Myotis flavus — вид рукокрилих роду Нічниця (Myotis).

## Поширення, поведінка
Країни проживання: Тайвань.